# Somoveken
Der Somoveken ist ein 60 km langer Gletscher im ostantarktischen Königin-Maud-Land. Er fließt zwischen der Orvinfjella und dem Wohlthatmassiv im Gebirge Fimbulheimen, vereinigt sich mit dem Gletscher Glopeken und mündet in das Lasarew-Schelfeis.
Die Benennung des Gletschers geht auf norwegische Wissenschaftler zurück. Namensgeber ist der sowjetische Ozeanograph und Polarforscher Michail Somow (1908–1973). In Russland ist er auch als Lednik Gornowo Instituta (russisch Ледник Горного Института ‚Bergbauinstitutsgletscher‘) bekannt.